# Martirio di san Giovanni vescovo
Il Martirio di san Giovanni è un'opera di Giambattista Tiepolo collocata sull'abside del Duomo di Bergamo realizzata nel 1745. Racconta il martirio di san Giovanni vescovo di Bergamo, avvenuto nell'anno 688.

## Storia
Posta sul lato sinistro, la tela, è l'opera più recente e sicuramente la più importante presente sull'abside, e conclude il ciclo delle grandi tele che adornano la cattedrale di Sant'Alessandro. Venne commissionata nel 1743 dai canonici Albani e Giovanni Pesenti, che firmarono il contratto il 31 luglio del medesimo anno.
In preparazione alla realizzazione dell'opera, Tiepolo, che si trovava a Venezia, aveva provveduto a consegnare un bozzetto che servì a ottenere il consenso dei committenti. Il bozzetto di 21 cm di larghezza per 38 cm di altezza, è conservato presso l'Accademia Carrara con un legato di Francesco Baglioni che lo aveva acquistato alla fine del XIX secolo. Il bozzetto era rimasto di proprietà del Pesenti committente dell'opera e successivamente passato alla Galleria Bonomi Cereda di Bergamo. 
Il quadro venne realizzato successivamente e posto sul presbiterio il 25 settembre 1745.  
Il dipinto venne probabilmente eseguito con la collaborazione del figlio Giandomenico allora diciottenne. A questo proposito Michael Levey ha sottolineato che «le figure di genere nella pala di Bergamo hanno un'aria leggermente goffa e persino  inopportuna» e come nel bozzetto questi personaggi di contorno siano soltanto accennati mentre poi a essi sono stati dedicati diversi disegni di studio e infine che alcune di queste figure trovino corrispondenza, per costumi ed espressione, in alcune tele della Via Crucis  dipinta dal "Tiepoletto" nel 1747 per San Polo a Venezia. 

## Descrizione e stile
L'opera venne realizzata dal Tiepolo quando viveva a Venezia, ma il soggetto non potrebbe essere più bergamasco di così, san Giovanni fu infatti vescovo della città nel VII secolo e vi morì martire. La tela è l'unico esempio iconografico relativo a questo santo e rappresenta la scena del suo martirio nella chiesa di Sant'Alessandro. L'artista ben conosceva Bergamo avendo eseguito altri lavori, nel contempo si trovava nel pieno della sua maturità artistica, rilevabile dalla determinazione del tratto con pennellate sicure e ininterrotte e dall'impianto scenico, e dagli insegnamenti del maestro Paolo Veronese
Al centro del dipinto vi è rappresentato Giovanni vescovo vestito di bianco, nel momento del suo martirio che tende le braccia al cielo da dove discende un angelo. Questi tiene nella mano sinistra la palma del martirio e nella destra la corona dei santi. Ai piedi del martire stanno la mitra e il pastorale, simboli vescovili. 
La scena, tipicamente barocca, tipica del Tiepolo, ha toni melodrammatici, dall'espressione del martire a petto nudo, completamente contorto sulla schiena, ai presenti alla scena che urlano e gesticolano disperandosi, testimoni di un atto grave e unico. La balconata posta sullo sfondo divide la scena in due sezioni, quella inferiore è la parte terrena ma che si protrae verso l'alto, verso la parte superiore celeste, già Paradiso, in un illusionistico slancio. Ed è questo il messaggio che si voleva proporre ai fedeli, il martirio come cammino verso la vita eterna. 
Alcuni particolari della tela rivelano l'ausilio del figlio allora diciottenne Giandomenico, in particolare nel personaggio urlante posto alle spalle del carnefice, con una ripresa dei bozzetti che l'artista aveva firmato, conservati in Accademia Carrara.